# دهستان حومه شرقی (خرمشهر)
دهستان حومه شرقی، یکی از دهستان‌های بخش مرکزی شهرستان خرمشهر در استان خوزستان ایران است.

## جمعیت
براساس سرشماری عمومی نفوس و مسکن در سال ۱۳۹۵، جمعیت دهستان حومه شرقی برابر با ۱۰،۲۶۷ نفر بوده‌است.